# Plebeia wittmanni
Plebeia wittmanni là một loài Hymenoptera trong họ Apidae. Loài này được Moure & Camargo mô tả khoa học năm 1989.